# Aleksander Polanowski
Aleksander Polanowski herbu Pobóg (zm. 24 kwietnia 1687 w Warszawie) – pułkownik roty husarskiej, stolnik wielki koronny od 1678 i chorąży wielki koronny od 1685, chorąży sanocki w latach 1669–1677.
Kariera wojskowa Aleksandra rozpoczęła się najprawdopodobniej w czasie powstania Bohdana Zenobiego Chmielnickiego. W 1656 uczestniczył w wojnie ze Szwedami, walcząc pod Prostkami i Filipowem. W latach 1657–1659 wraz ze Stefanem Czarnieckim wyprawiał się na Pomorze Zachodnie i Danię. Prawdopodobnie dowodził prawym skrzydłem dywizji Czarnieckiego w bitwie pod Połonką 27 czerwca 1660. Walczył na Ukrainie. Brał udział w bitwie pod Lubarem i Słobodyszczami. Jesienią 1663 pod wodzą króla polskiego Jana II Kazimierza brał udział w wyprawie zadnieprzańskiej. Wkrótce przeszedł na stronę przeciwnego władcy Jerzego Sebastiana Lubomirskiego. Dowodził wojskami Lubomirskiego  w bitwie pod Częstochową i Mątwami.
Po zakończeniu rokoszu Lubomirskiego Polanowski wstąpił w służbę hetmana wielkiego koronnego Jana Sobieskiego i towarzyszył mu w wyprawie podhajeckiej. Podczas wolnej elekcji w 1669, był jednym z ważniejszych kandydatów na króla polskiego, władcę Rzeczypospolitej. Uczestniczył w wyprawie podhajeckiej, dowodząc lewym skrzydłem armii polskiej. W latach 1671–1676 walczył z wojskami tureckimi i tatarskimi, uczestnicząc w bitwie pod Bracławiem, wyprawie na czambuły tatarskie i kampanii Chocimskiej.
W 1674 roku był elektorem Jana III Sobieskiego z województwa ruskiego.  Poseł na sejm koronacyjny 1676 roku. Poseł na sejm 1677 roku.
Poseł od wojska koronnego na sejm 1683 roku. W 1683 roku był dowódcą chorągwi husarskiej króla Jana III Sobieskiego. W sierpniu 1683 roku wyruszył pod Wiedeń, jednak po popisie wojska w Tarnowskich Górach zachorował i musiał wrócić do kraju. Niedługo potem zrezygnował ze służby wojskowej, żyjąc z nadanej mu przez króla pensji z żup krakowskich.
Zmarł w Warszawie w 1687 roku. Został pochowany w kościele oo. Dominikanów w Warszawie. Nie założył rodziny.